# ترابط العقود
العقود مفهوم قانوني في بعض الدول، ظهر بعد إنشاء مجموعات من العقود التي تنفذ عمليات معقدة. ويعين حالة من التبعية المشتركة والمتبادلة